# It Won't Be Soon Before Long
It Won't Be Soon Before Long (namnet kommer ifrån den väntan på slutet av alla konserter som bandet hade) är det andra studioalbumet, av den amerikanska gruppen Maroon 5, släppt den 22 maj, 2007.

## Låtförteckning
1. "If I Never See Your Face Again" - feat. Rihanna - 3:21
2. "Makes Me Wonder"  - 3:31
3. "Little of Your Time" - 2:17
4. "Wake Up Call" - 3:21
5. "Won't Go Home Without You" - 3:51
6. "Nothing Lasts Forever" - 3:07
7. "Can't Stop" - 2:32
8. "Goodnight Goodnight" - 4:03
9. "Not Falling Apart" - 4:02
10. "Kiwi" - 3:34
11. "Better That We Break" - 3:06
12. "Back at Your Door" - 3:47